# Зелиньский, Анджей (министр)
Анджей Зелиньский (пол. Andrzej Zieliński; 24 декабря 1934, Мокободы, Мазовецкое воеводство — 14 сентября 2024, Варшава) — министр связи Польши (1993—1997).

## Биография
Родился в Мокободах. Учился в школах в Седльце и Варшаве.
В 1959 году окончил факультет связи Варшавского политехнического университета. Работал там же на факультете электроники: ассистент, старший преподаватель, доцент, профессор, в 1969—1970 гг. заместитель декана. В 1964 году в течение 9 месяцев проходил научную стажировку на кафедре волновых процессов физического факультета МГУ.
В 1966 году защитил докторскую диссертацию. В 1979 году присвоено звание профессора.
В 1970—1980 и 1981—1993 гг. директор Института телекоммуникаций Польской Академии наук. Одновременно продолжал читать лекции по теории цепей на факультете электроники Варшавского политехнического университета. С 1980 по 1981 год директор Ассоциации радио и телевидения.
С 1954 по 1990 г. член ПОРП. С 1990 г. член Польской народной партии. С октября 1993 по октябрь 1997 года по рекомендации Польской народной партии занимал пост министра связи в трех коалиционных правительствах: Вальдемара Павляка, Юзефа Олексы и Влодзимежа Чимошевича.
В мае 2005 года по рекомендации Социал-демократической партии Польши был избран Сеймом членом Национального совета по телерадиовещанию и занимал эту должность до декабря 2005 года.
Являлся членом Комитета по электронике и телекоммуникациям и Комитета космических и спутниковых исследований Польской академии наук.
В 1980—1985 годах председатель Польской ассоциации радиолюбителей.
Автор десятков научных работ, в том числе академических учебников.
Награды: Рыцарский крест ордена Возрождения Польши и Золотой крест «За заслуги».
Похоронен на военном кладбище в Повонзках.